# مانشستر غورتون (دائرة انتخابية في المملكة المتحدة)
مانتشستر غورتون  (بالإنجليزية: Manchester, Gorton)‏ هي إحدى الدوائر الانتخابية في المملكة المتحدة الممثلة في مجلس العموم في برلمان المملكة المتحدة.
عضو البرلمان الذي يمثلها حالياً هو :Rt Hon Sir Gerald Kaufman (Lab).